# Wólka Bielińska
Wólka Bielińska [pronunciación en polaco: /ˈvulka bʲɛˈlʲiɲska/] es un pueblo ubicado en el distrito administrativo de Gmina Ulanów, dentro del Distrito de Nisko, Voivodato de Subcarpacia, en el sur de Polonia oriental. Se encuentra aproximadamente a 4 kilómetros al sur de Ulanów, a 13 kilómetros al sureste de Nisko, y a 52 kilómetros al norte de la capital regional Rzeszów.